# San Cristóbal de Entreviñas
San Cristóbal de Entreviñas – gmina w Hiszpanii, w prowincji Zamora, w Kastylii i León, o powierzchni 42,53 km². W 2011 roku gmina liczyła 1545 mieszkańców.